# Pogost de Porjenka
Le pogost de Porjenka (en russe : Почезерский погост) est un ensemble architectural en bois situé dans le village de Gorbatchikha du raïon de Plessetsk, lui-même dans l'oblast d'Arkhangelsk. Pogost signifie enclos paroissial, constructions autour de l'église, palissade, cimetière paroissial. L'édifice se trouve dans le parc national du Kenozero, connu pour son architecture en bois.

## Histoire
L'église Saint-Georges-le-Victorieux, principal édifice de l'église, a été construit par les paysans du village de Porjenka en 1782. Peu après, l'église fut transformé en pogost, et fut attribuée au volost de Khergozero.  En 1875 une chapelle dédiée à Notre-Dame de Kazan fut construite, et en 1906 l'église fut élargie. En 1938, l'église fut fermée par décision du comité exécutif de l'oblast d'Arkhangelsk. Depuis, plus aucun service religieux ne se tient sur le site.
L'église a commencé à être restauré en 2010, et les restaurations se sont poursuivies les années suivantes. En 2016, les peintures avaient été refaites ainsi que les clôtures. 
Le 30 août 1960, l'ensemble architectural fut classé à la liste de l'héritage patrimonial de la Russie d'importance fédérale sous le no 291620625400006. Situé dans le raïon de Plessetsk, dans le nord de la Russie européenne, il est dans un bon état grâce aux restaurations récentes.

## Galerie

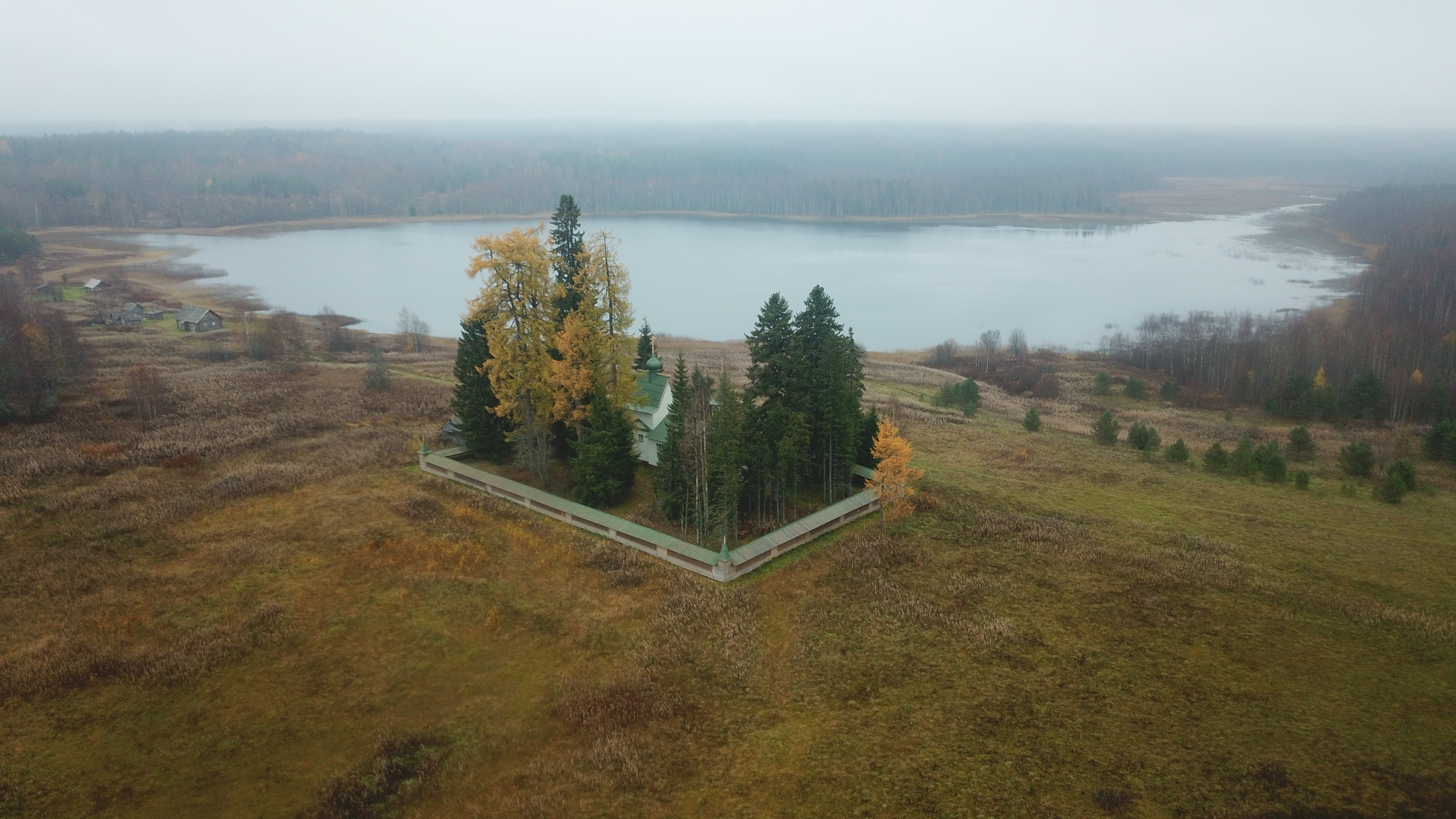
Vue aérienne.
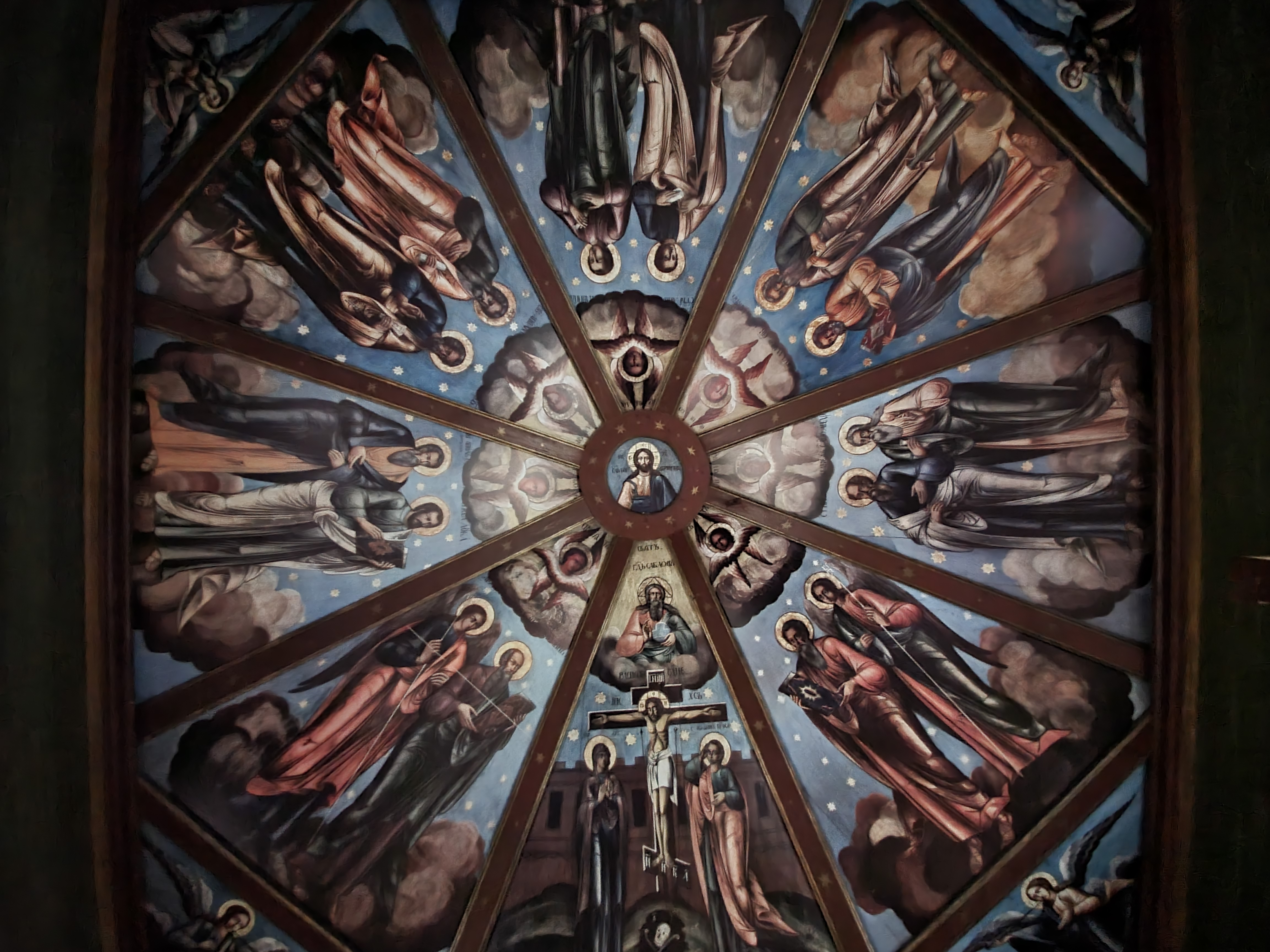
Fresque du plafond.
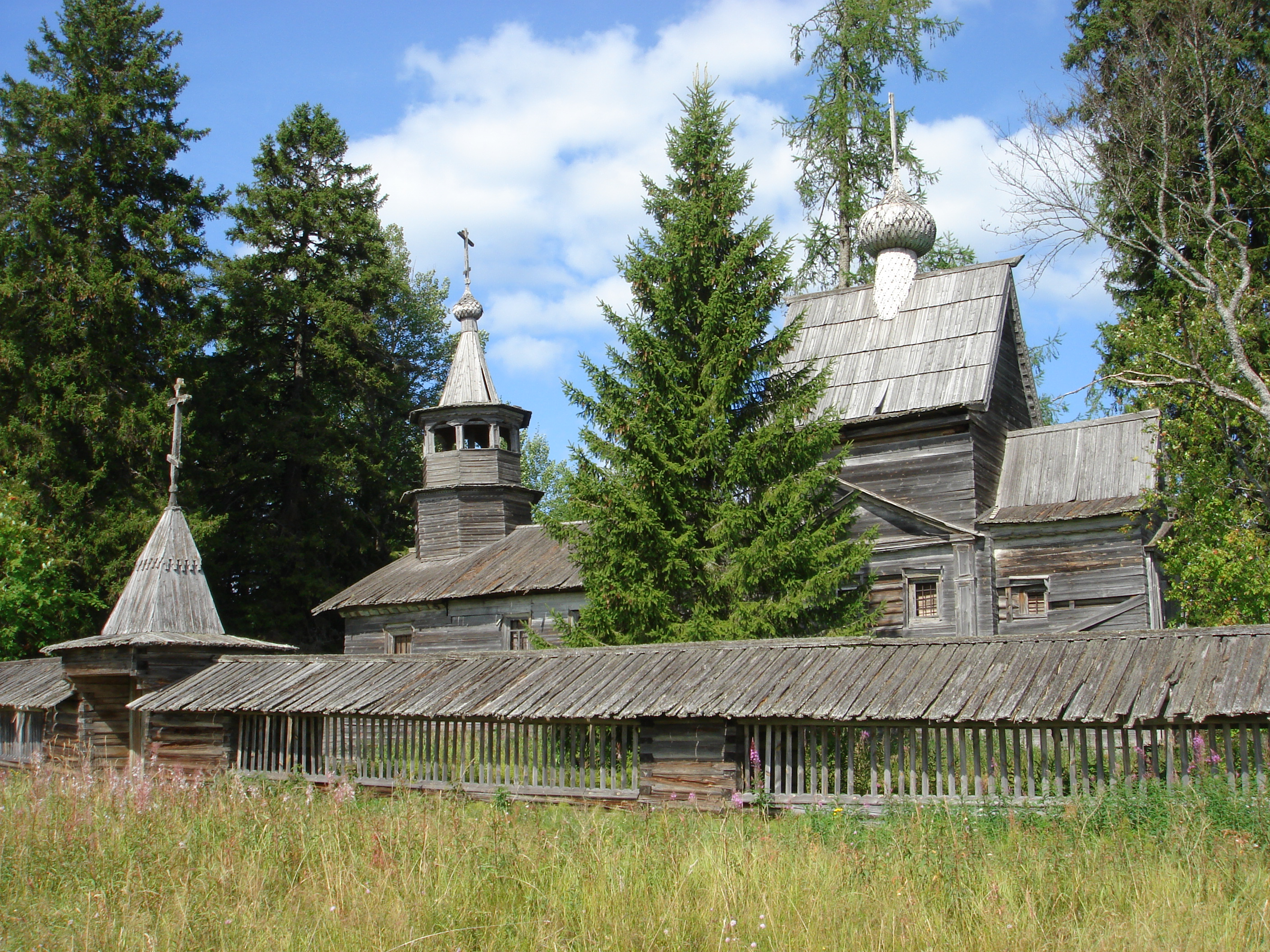
L'édifice.